# Csaba Némedi
Csaba Némedi (* in Ungarn) ist ein ungarisch-österreichischer Opernregisseur und Anästhesiepfleger.

## Leben

### Ausbildung
Némedi legte die Matura am Humanistischen Gymnasium in Miskolc ab und erlangte an den Salzburger Landeskliniken das Diplom der Allgemeinen Gesundheits- und Krankenpflege. Nach einer Tätigkeit als Anästhesiepfleger und einigen Semestern des Studiums der Humanmedizin begann er 2002 das Studium der Theater-, Film- und Medienwissenschaft an der Universität Wien mit dem Schwerpunkt Musiktheater, das er mit dem Mag. phil. abschloss. Parallel dazu belegte er an der Universität für Musik und darstellende Kunst Wien unter anderem die Fächer Musiktheaterregie, Lied- und Oratoriumsgeschichte und Kulturgeschichte.
Überdies absolvierte Némedi an der FH Gesundheitsberufe OÖ den Hochschullehrgang zum Akademischen Experten in der Anästhesiepflege.

### Künstlerisches Wirken
Im Jahr 2003 war Némedi Regieassistent am Schlosstheater Schönbrunn und Regiehospitant an der Wiener Staatsoper.  Zwischen 2003 und 2006 wirkte er als Regieassistent am Opernhaus Zürich, unter anderem bei Martin Kušej und  Giancarlo Del Monaco.
2006 gab er beim Kultursommer auf Burg Gutenberg in Liechtenstein sein Regiedebüt mit Mozarts Singspiel Der Schauspieldirektor.Von 2012 bis Ende 2017 war er Hausregisseur und künstlerischer Leiter des Klassikfestivals Schloss Kirchstetten. Dort debütierte er  2011 mit der Strauss-Operette Die Fledermaus (musikalische Leitung: Hooman Khalatbari). Die Produktion wurde mit dem Kultursponsoringpreis Niederösterreich Maecenas-Preis 2011 ausgezeichnet. Des Weiteren wirkte er ab der Festivalsaison 2015 maßgeblich an der Neupositionierung, Konzipierung und dem Ausbau des Klassikfestivals Schloss Kirchstetten zu einem Belcanto-Opernfestival mit.
Zu seinen weiteren Regiearbeiten zählen unter anderem im Rahmen des Budapester Richard-Strauss-Zyklus' unter der musikalischen Leitung von Zoltán Kocsis die beiden Einakter Friedenstag (ungarische Erstaufführung) und Daphne (szenische Erstaufführung in Ungarn) 2015 am Müpa Budapest. Der Entstehungsprozess sowie die Aufführungen der beiden Einakter wurden in einem Dokumentarfilm festgehalten. 2017 übernahm er am Müpa Budapest die Inszenierung der jeweiligen Neuproduktion von Bellinis I puritani sowie 2020  Bellinis La sonnambula jeweils unter der musikalischen Leitung von Riccardo Frizza.
Im Zuge seiner Regietätigkeiten am Müpa Budapest initiierte und organisierte Némedi zwei jeweils projektbezogene Ausstellungen. Ergänzend zu den beiden Richard-Strauss-Einaktern (2015) holte er Teile der vormals am Österreichischen Theatermuseum Wien gezeigten Ausstellung „Trägt die Sprache schon Gesang in sich…“ Richard Strauss und die Oper an den Müpa Budapest. 2017 handelte es sich um die Ausstellung Hommage à Maria Callas, welche anlässlich des Maria-Callas-Gedenkjahrs stattfand.
Zur Saison 2019/20 inszenierte Némedi für die Kolozsvári Magyar Opera in Cluj-Napoca (Rumänien) die rumänische Erstaufführung von Verdis Oper I Lombardi alla prima crociata (musikalische Leitung: Szabolcs Kulcsár). Die Premiere wurde vom Fernsehsender TVR Cluj aufgezeichnet. Die Redaktion des italienischen online-Opernmagazins OperaClick reihte diese Produktion weltweit unter die besten Opernaufführungen des Jahres 2019 ein.
2022 initiierte und konzipierte Némedi zwei Benefiz-Konzerte für die Ukraine in Kooperation mit dem Klassikfestival Schloss Kirchstetten und dem Orden Franziskanerinnen von der christlichen Liebe (Franziskus Spital Margareten).

### Vorträge
Des Weiteren hält Némedi Vorträge zu Themen der Musiktheaterpraxis (Opernregie, Operndramaturgie, Repertoirekunde) sowie Gesangsforschung (Belcanto), zum Beispiel am Institut für Theater-, Film- und Medienwissenschaft der Universität Wien sowie auch im Bereich angewandter Pflegeforschung bzw. Anästhesiepflege.

## Regiearbeiten
- Belini: I puritani
- Bellini: La sonnambula
- Donizetti: Don Pasquale
- Donizetti: La fille du régiment
- Donizetti: L’elisir d’amore
- Mozart: Don Giovanni
- Mozart: La finta giardiniera
- Mozart: Le nozze di Figaro
- Mozart: Der Schauspieldirektor
- Rossini: Il viaggio a Reims
- Johann Strauss: Die Fledermaus
- Richard Strauss: Friedenstag
- Richard Strauss: Daphne
- Verdi: Rigoletto
- Verdi: I Lombardi alla prima crociata

## Publikationen (Auswahl)
- Ferenc Erkels „Bánk bán“ unter besonderer Berücksichtigung der Rolle der Melinda und ihrer Interpretation durch Karola Ágai. LIT Verlag, Wien 2016, ISBN 978-3-643-50726-6.
- Anästhesiepflege 2.0 Aktueller Stand und Perspektiven des Berufsbildes in Österreich. Mit einem Vorwort von Martha Böhm. Tectum, Baden-Baden 2024, ISBN 978-3-689-00031-8.